# كفر الدغايدة
كفر الدغايدة إحدى قرى مركز زفتى التابع لمحافظة الغربية بجمهورية مصر العربية. أصله من توابع نهطاي ثم فصل عنها سنة 1278 هـ.

## السكان
بلغ عدد سكان كفر الدغايدة 4585 نسمة حسب تقدير عام 2018.
| السنة  | 1882 | 1897 | 1907 | 1927 | 1947 | 1960 | 1976 | 1986 | 1996 | 2006  | 2018 |
| ------ | ---- | ---- | ---- | ---- | ---- | ---- | ---- | ---- | ---- | ----- | ---- |
| القرية | 616  | 739  | 877  | 982  | 1077 | 1339 | 1581 | 2166 | 2867 | 3,351 | 4585 |